# Монастырь Святых Ангелов (Афидне)
Монастырь Святых Ангелов (греч. Μονή Αγίων Αγγέλων) — православный женский монастырь Оропосской и Филийской митрополии греческой старостильной ИПЦ Греции (Синод Хризостома).
- Престольный праздник обители — 8 (21) ноября — Собор Архистратига Михаила и прочих Небесных сил бесплотных (в этот день в главный храм монастыря допускаются мужчины-паломники, а богослужение совершается с 21.00 до 04.00);
- Второй престольный праздник — День Святого Духа (в храме Святой Троицы, доступном круглогодично для всех посетителей).

На 2014 год монастырь являлся одной из самых крупных женских обителей Оропосской и Филийской митрополии, где проживало 34 насельницы разных национальностей, духовно окормляемых братией монастыря святых Киприана и Иустины.

## История
Монастырь был основан в 1972 году архимандритом Киприаном (Куцумбасом) в горах, в 1,5 км от села Афидне в Аттике, севернее Афин и на протяжении более чем сорока лет находился в юрисдикции «Синода противостоящих». Первой настоятельницей обители была схимонахиня Киприана (1908—†15.2.2000), чья интронизация и возведение в сан игуменьи, совершённые митрополитом Киприаном, состоялись 6 сентября 1982 года.
В четвёртое воскресенье Великого поста 2000 года митрополит Киприан (Куцумбас) возвёл в сан игуменьи монахиню Таксиархию, руководящую ныне жизнью обители.
Основная часть монастыря с храмом в честь Архангела Михаила и церковью в честь Иоанна Шанхайского, расположенной в крипте собора, закрыта для посещения паломниками-мужчинами, за исключением престольного праздника — 8 (21) ноября.
Для всех посетителей монастыря круглогодично открыт храм в честь Святой Троицы, освящённый митрополитом Киприаном (Куцубасом) 2 июня 1981 года, а также часовня в честь преподобного Серафима Саровского и монастырское кладбище.
- Церковь Святой Троицы
- Интерьер Троицкой церкви
- Часовня Серафима Саровского
- Монастырское кладбище

12 декабря 1988 года, в качестве подворья обители, в местечке Гриллбю, близ Энчёпинга, в Швеции был основан монастырь в честь святой Филофеи Афинской.